# Épinay, Eure
Épinay là một xã thuộc tỉnh Eure trong vùng Normandie miền bắc nước Pháp.